# 동물메디컬 봉구네 집
동물메디컬 봉구네 집은 대구문화방송에서 제작하고 있는 반려동물 등 동물 전문 교양 프로그램이다. 소재는 SBS TV의 《TV 동물농장》과 거의 비슷하다. 세부적인 내용에는 반려동물의 질병을 치료하는 것을 필두로 하여 반려동물에 대한 각종 정보를 얻는 프로그램이다.

## 같이 보기
- TV 동물농장
- 세상에 나쁜 개는 없다
- 개는 훌륭하다
- 하하랜드
- 동물의 왕국
- 대구문화방송